# E-duba
E-duba (sum. é.dub.ba, tłum. „Dom - magazyn”) – ceremonialna nazwa świątyni boga Zababy w mieście Kisz.
Wzmiankowana w inskrypcjach budowlanych nowobabilońskich królów Nabopolassara i Nabuchodonozora II. Wcześniej, przed okresem nowobabilońskim, znana była pod nazwą E-meteursag, ale w okresie nowobabilońskim nazwą tą zaczęto określać cellę Zababy w E-dubie.